# Rosa Mayreder
Pour les articles homonymes, voir Franz Arnold (homonymie).
 (novembre 2023).
Rosa Mayreder, née le 30 novembre 1858 à Vienne (Empire d'Autriche) et morte dans cette ville le 19 janvier 1938, est une écrivaine, peintre, musicienne et féministe autrichienne.
Elle écrit aussi sous le pseudonyme « Franz Arnold ».

## Jeunesse
Elle est la fille de Franz Arnold Obermayer, riche gestionnaire de restaurant, et barman, et de sa seconde épouse Marie. Rosa eut douze frères et sœurs, et malgré les opinions conservatrices de son père, peu favorable à l'éducation des filles, il lui permit de participer aux leçons de grec et de latin d'un de ses frères. Elle reçut également des cours particuliers de français, peinture, et piano.

## Mariage
En 1881, Rosa épouse l'architecte Karl Mayreder, qui devint plus tard recteur de l'université technique de Vienne. Le mariage fut harmonieux mais sans postérité. En 1883, Rosa subit un avortement et eut également deux aventures, qu'elle décrit en détail dans ses journaux intimes. Karl souffrit de plusieurs dépressions de 1912, jusqu'à sa mort en 1935.

## Carrière
Dans l'entourage de Marie Lang, militante pour les droits des femmes, au château de Bellevue à Vienne-Grinzing, Rosa Mayreder rencontra Rudolf Steiner (avec qui elle entretint une longue correspondance), Hugo Wolf et Frederick Eckstein (en). Rosa eut une forte amitié avec Wolf, qui adapta une de ses histoires en libretto pour son opéra Der Corregidor, dont la première représentation eut lieu à Mannheim en 1896. Durant ces années, elle publia son premier roman, Aus meiner Jugend (« À propos de ma jeunesse », non traduit en français).  C'est également dans le cercle de Lang que Rosa rencontra Marianne Hainish, avec qui elle milita dans l'association autrichienne des femmes « Allgemeiner Österreichischer Frauenverein », créée en 1902.
Rosa Mayreder publia deux œuvres importantes : Zur Kritik der Weiblichkeit (De la critique de la féminité, 1905, non traduit en français) et Geschlecht und Kultur (Genre et Culture, 1923, non traduit en français). Cette dernière œuvre, qui critique le « double standard » et la discrimination envers les femmes, fut traduit en anglais. Elle publia également une autobiographie, Das Haus in der Landskrongasse.
Durant la Première Guerre mondiale, Rosa Mayderer s'engage dans le mouvement pacifique et devient en 1919 une cadre de l'Internationale Frauenliga für Frieden und Freiheit (Ligue internationale des femmes pour la  paix et la liberté, IFFF). 
Rosa Mayderer a influencé la critique littéraire suédoise Klara Johanson.